# Alianza Anticomunista Argentina
Alianza Anticomunista Argentina, förkortat (AAA), var en högerperonistisk terror- eller gerillagrupp under 1970-talet i Argentina. En person vid namn Lopez-Rega, anses ha varit dess karismatiske ledare.